# Bisdom Itapetininga
Het bisdom Itapetininga (Latijn: Dioecesis Itapetiningensis) is een rooms-katholiek bisdom met als zetel Itapetininga, in Brazilië. Het bisdom is suffragaan aan het aartsbisdom Sorocaba.

## Geschiedenis
Het bisdom werd opgericht op 15 april 1998, uit delen van het aartsbisdom Sorocaba en het bisdom Itapeva. 

## Parochies
Het bisdom had in 2021 een oppervlakte van 8.144 km2 en telde 451.540 inwoners waarvan 91,7% rooms-katholiek was.

## Bisschoppen
- Gorgônio Alves da Encarnação Neto (15 april 1998 - heden)

Sorocaba (aartsbisdom) · Itapetininga · Itapeva · Jundiaí · Registro